# Agrostis brevis
Agrostis brevis é uma espécie de gramínea do gênero Agrostis, pertencente à família Poaceae.